# Marco Barbo

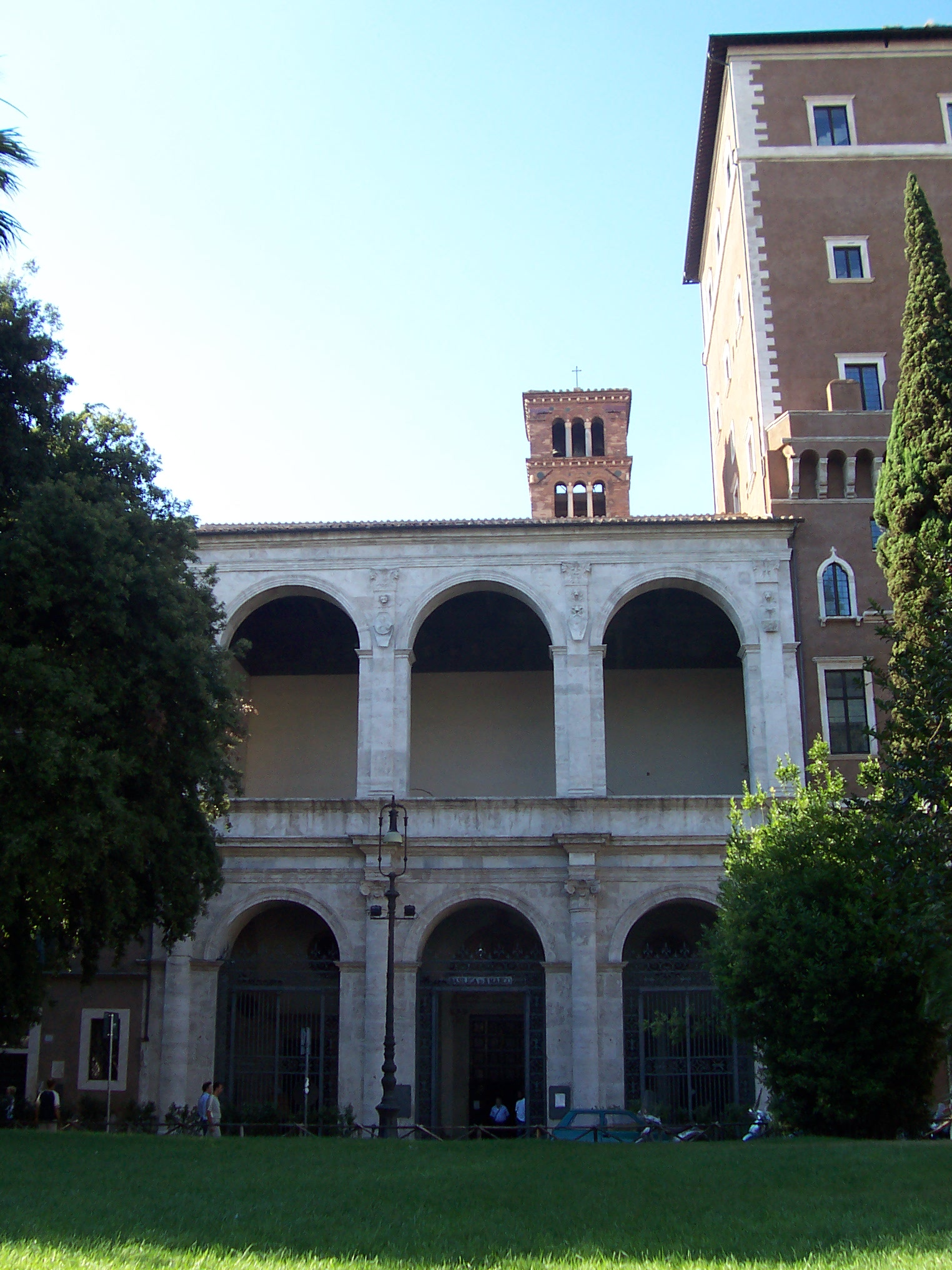
Titelkerk van Marco Barbo

Marco Barbo (Venetië, 1420 – Rome, 2 maart 1491) was kardinaal-priester van de Rooms-Katholieke Kerk met als titelkerk de Basiliek San Marco te Rome. Hij was een familielid van paus Paulus II (kardinaal-nepoot).

## Biografie
Barbo was de oudste zoon van Paolo Barbo en Lascaris di Ventimiglia, een invloedrijke patriciërsfamilie. Op 14 november 1455 werd hij gekozen tot bisschop van Treviso, een ambt dat hij tot maart 1470 zou innemen. Vanaf oktober 1464 was hij bisschop van Vicenza.
Na zijn benoeming tot kardinaal-priester (tijdens het consistorie op 18 september 1467 tijdens welke ook Francesco della Rovere, de latere paus Sixtus IV, werd verheven tot kardinaal) nam Barbo zijn intrek in het paleis, Palazzo Venezia, gelegen naast zijn titelkerk San Marco. In 1468 werd hij door de paus belast met het onderzoek naar de samenzwering van Callimaque, een samenzwering die gericht was tegen paus Paulus II en waarin Bartolomeo Platina (later door paus Sixtus IV benoemd tot prefect van de Vaticaanse Bibliotheek) en Filip Callimachus een rol speelden en die gericht was op het vermoorden van de paus.

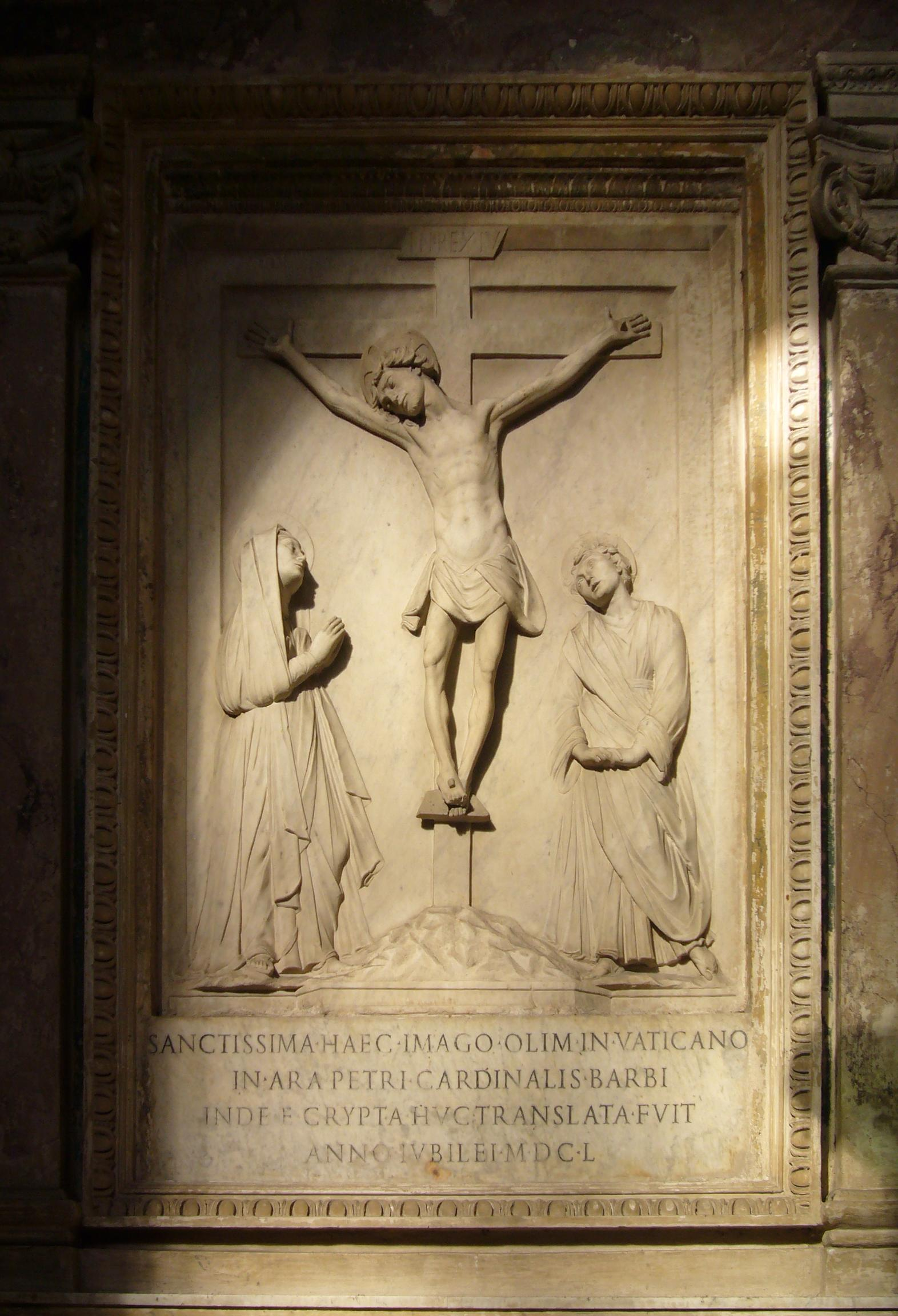
Detail van het graf Paulus II

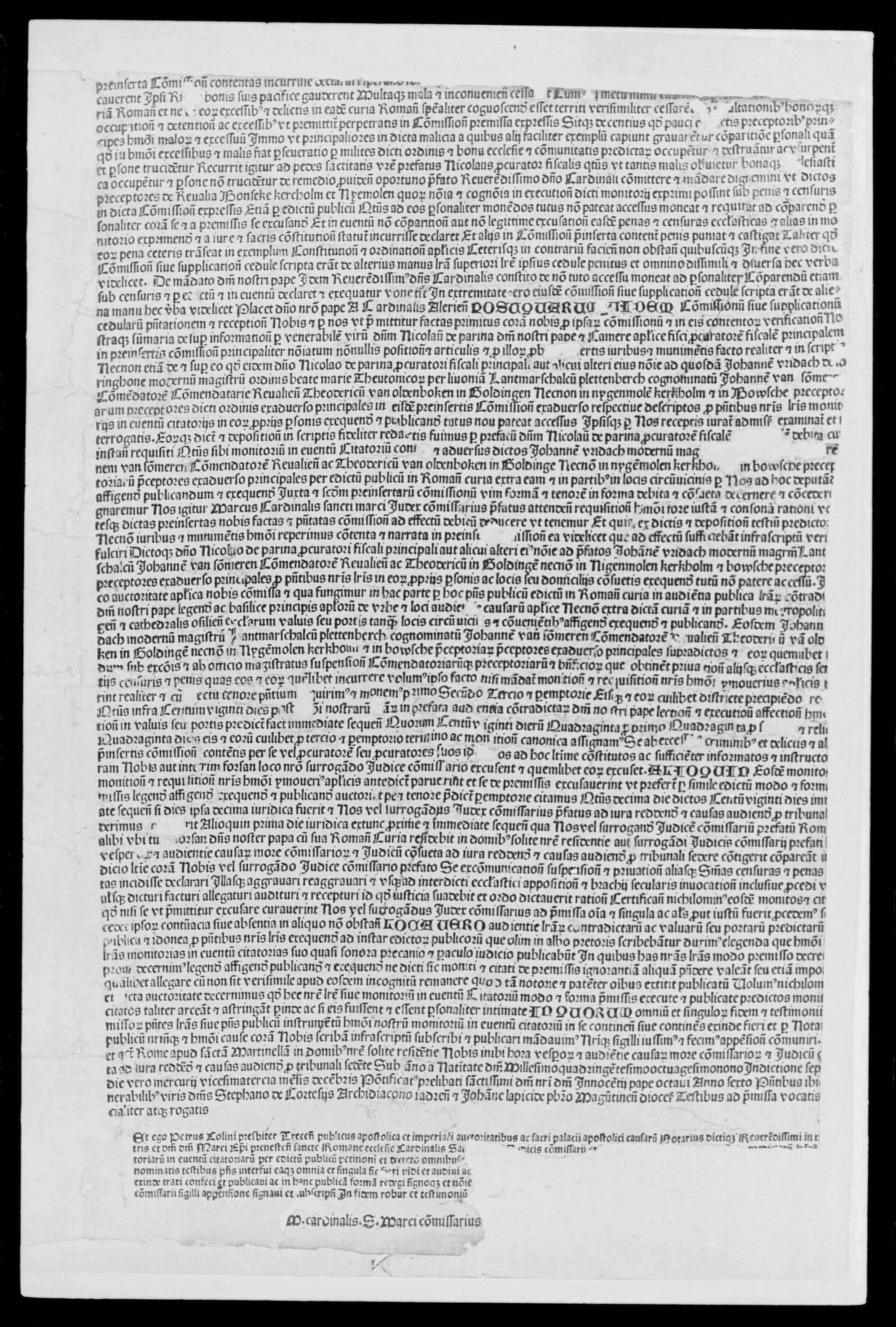
Instrumentum monitorium contra Johannes Vridach, Johannes von Sommeren, Komtur von Reval et sociis, 1490

Bij de dood van zijn oom Paulus II op 26 juli 1471 liet hij na de begrafenis Mino da Fiesole een tombe ter ere van zijn oom oprichten, een monument waarvan de restanten zich nu in het museum van de Sint-Pietersbasiliek bevinden. Na het conclaaf van 1471 werd hij benoemd tot legaat in Duitsland, Hongarije en Polen met als doel, een kruistocht tegen de Turken onder de aandacht te brengen. Zijn missies kenden echter weinig succes.
Bekend van Barbo is, dat hij ten tijde van het pontificaat van paus Sixtus IV, weg bleef van het pauselijk hof, omdat hij zich niet kon verenigen met de sterk seculiere koers die gevaren werd.
Tijdens het conclaaf van 1484 werd hij beschouwd als papabile, mede doordat hij hervormingsgezind was. Hij was de voorganger tijdens de mis die voorafging aan de verkiezing. Toen bij stemmingen bleek dat Barbo als favoriet beschouwd kon worden (bij een van de stemmingen had hij reeds 11 kardinalen achter zich geschaard), wilde hij niet ingaan op voorstellen van Giuliano della Rovere om zijn uiteindelijke keus te bewerkstelligen door concessies te doen richting kardinaal d’Aragona. Door de facties van de Borja y Borja en della Rovere werd uiteindelijk voorkomen dat hij tot paus gekozen werd.
Marco Barbo bezat een uitgebreide bibliotheek en gold als een sympathisant van de humanistische beweging.
Na zijn dood op 2 maart 1491 werd hij begraven in de San Marco kerk te Rome in een graf, dat hij zelf had laten bouwen. Al zijn bezittingen liet hij na aan de armen.

## Kerkelijke carrière
| Ambt                                          | Data                                                   |
| --------------------------------------------- | ------------------------------------------------------ |
| Bisschop van Treviso                          | 14 november 1455 – 18 maart 1470                       |
| Bisschop van Vicenza                          | 17 september 1454 – 2 maart 1491                       |
| In commendam: San Pietro di Osero             | Vanaf 1452                                             |
| In commendam: San Pietro di Rosazzo           | Vanaf 1453                                             |
| In commendam: Ss. Sergio e Bacco di Escutari  | Vanaf 1453                                             |
| Kardinaal-priester van San Marco, Rome        | 19 september 1467 – vanaf 6 november 1478 in commendam |
| Patriarch van Aquileia                        | 18 maart 1470 – 2 maart 1491                           |
| In commendam: San Croce di Sansovivo, Foligno | 24 juli 1476                                           |
| In commendam: San Pietro in Rosacio           | 1476                                                   |
| Camerlengo                                    | 9 januari 1478 – 8 januari 1479                        |
| Kardinaal-bisschop Palestrina                 | 6 november 1478 – 2 maart 1491                         |

## Bijzonderheden
- Marco Barbo was de patroon van de Orde van Malta.
- Onder zijn leiding liet hij de kathedraal van Palestrina restaureren.